# 마니푸르흰이빨쥐
마니푸르흰이빨쥐(Berylmys manipulus)는 쥐과에 속하는 설치류의 일종이다. 인도 북동부와 미얀마 북부와 중부, 중국 윈난성(땅륀강 서부)에서 발견된다. 인도에서 골라갯, 아삼 주, 나갈랜드 주의 케크리마 힐스와 나가 힐스, 마니푸르 주의 비슈누퍼와 세나파티, 임팔에서 발견된다.